# Metaforgletsjer
De Metaforgletsjer is een gletsjer in Nationaal park Noordoost-Groenland in het oosten van Groenland. 

## Geografie
De gletsjer is noordwest-zuidoost georiënteerd en heeft een lengte van meer dan 15 kilometer. Ze mondt in het zuidoosten uit in de nabijheid van het begin van de Ebbegletsjer.
Ongeveer 15 kilometer naar het noordoosten ligt de Budolfi Isstrømgletsjer en op meer dan 60 kilometer naar het oosten ligt de grote L. Bistrupgletsjer.